# Ericthonius argenteus
Ericthonius argenteus is een vlokreeftensoort uit de familie van de Ischyroceridae. De wetenschappelijke naam van de soort is voor het eerst geldig gepubliceerd in 1993 door Krapp-Schickel.